# Himlagu
Himlagu war ein nabatäischer Bildhauer oder Steinmetz, der im frühen ersten Jahrhundert in der arabischen Stadt Hegra tätig war. Er ist der Vater des Steinmetzes Halafallahi.
Himlagu wird in zwei in Hegra gefundenen Inschriften als Bildhauer oder Steinmetz genannt. Da sein Sohn als verantwortlicher Steinmetz von zwei Grabfassaden bekannt ist, wird angenommen, dass er ebenfalls am Bau solcher Fassaden beteiligt war; im Gegensatz zu seinem Sohn kann ihm jedoch keine konkrete Fassade zugeordnet werden. Seine Schaffenszeit fällt in die Regierungszeit des Königs Aretas IV., während der das Nabatäische Reich seine Blütezeit erlebte.